# Chromophobia (film, 1966)
Pour les articles homonymes, voir Chromophobia.
Chromophobia est un court métrage d'animation belge réalisé par Raoul Servais, sorti en 1966.

## Synopsis
Des armées grises et uniformes ont envahi le monde dans l'intention de s'imposer, mais Till l'Espiègle sera là pour sauver la couleur.

## Fiche technique
- Réalisation : Raoul Servais
- Scénario : Raoul Servais
- Musique : Ralph Darbo
- Ingénieur du son : Jean De Cock
- Animation : Véronique Arkosi, Annie Berdal, Rita Carbonez, Norbert Deseyn, Jean-Pierre Glineur, Raoul Servais, Marinette Vandevijvere, Willy Verschelde
- Production : Absolon Films
- Durée : 10 minutes

## Autour du film
- Ce court métrage est mentionné dans Animated Century de Irina Margolina et Adam Snyder[3]

## Avis sur le film
- « Chromophopia is not as innocent as it seems. Servais expresses his anti-communist vision in the film. » echtepiraat[4]

- « Le dessin est encore très rond, le ton très léger et guère inquiétant comme il le sera dans les films futurs (avec ce diablotin farceur qui nargue les sinistres soldats), en revanche l'héritage surréaliste est pleinement assumé et donne lieu à un réjouissant délire burlesque plein de gags et d'inventions graphiques étonnantes. » Kalev [5]

- « Même si le référent historique du conflit armé est parfois visible – pensons à Opération X-70 –, la guerre est généralement universalisée. Chromophobia offre un bon exemple de cette volonté de dépasser le particulier pour atteindre à l’universel. » Pierre Schoentjes[6]

## Récompenses
- 1966 : Lion de San Marc, Premier Prix du court-métrage au Festival International du film de Venise